# Chào mào vàng đầu đen
Chào mào vàng đầu đen, tên khoa học Brachypodius melanocephalos, là một loài chim trong họ Pycnonotidae. It is found in forests in south-eastern Asia.

## Phân loài
Có 4 phân loài được ghi nhận:
- P. a. atriceps - (Temminck, 1822): Found in north-eastern India and Bangladesh though Southeast Asia to the Greater Sunda Islands and western Philippines
- P. a. hyperemnus - (Oberholser, 1912): Found on western Sumatran islands
- P. a. baweanus - (Finsch, 1901): Originally described as a separate species. Found on Bawean (north of Java)
- P. a. hodiernus - (Bangs & Peters, JL, 1927): Originally described as a separate species. Found on Maratua Island (off eastern Borneo)

## Tham khảo

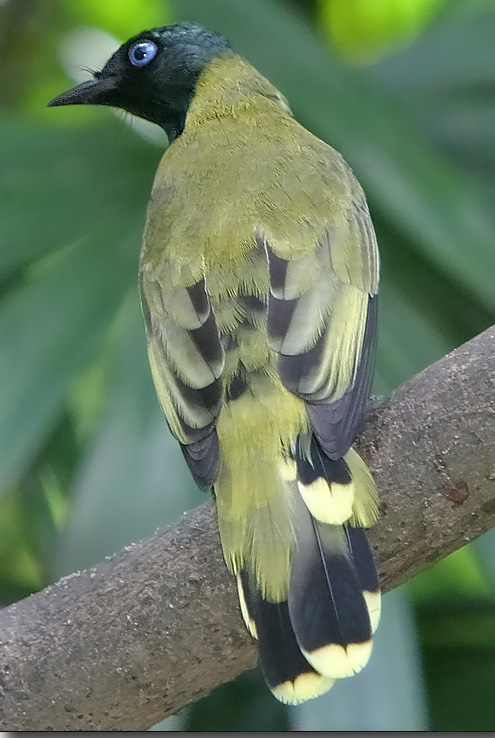
Chào mào vàng đầu đen